# 阿卡爾區
34°33′02″N 036°04′41″E / 34.55056°N 36.07806°E

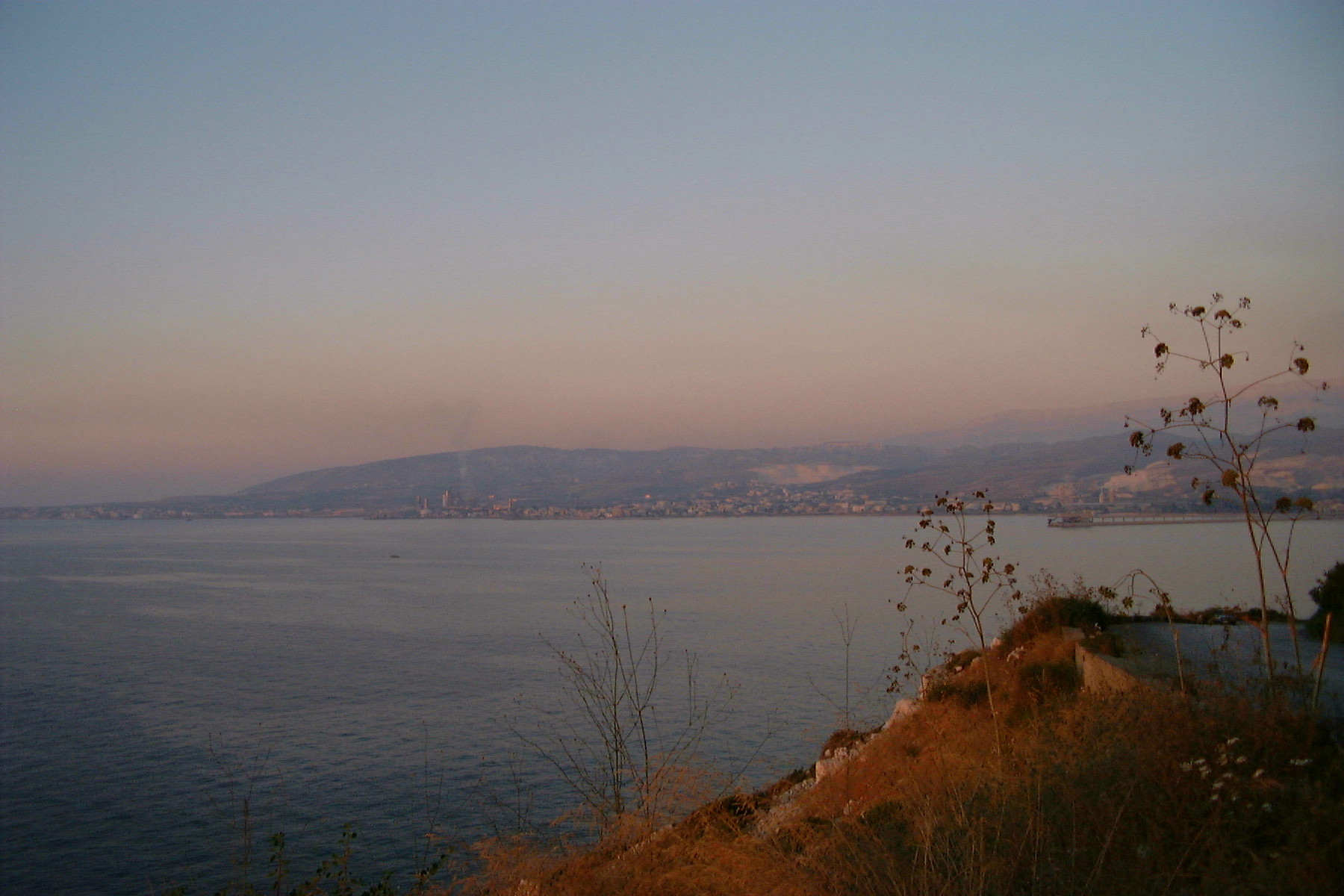

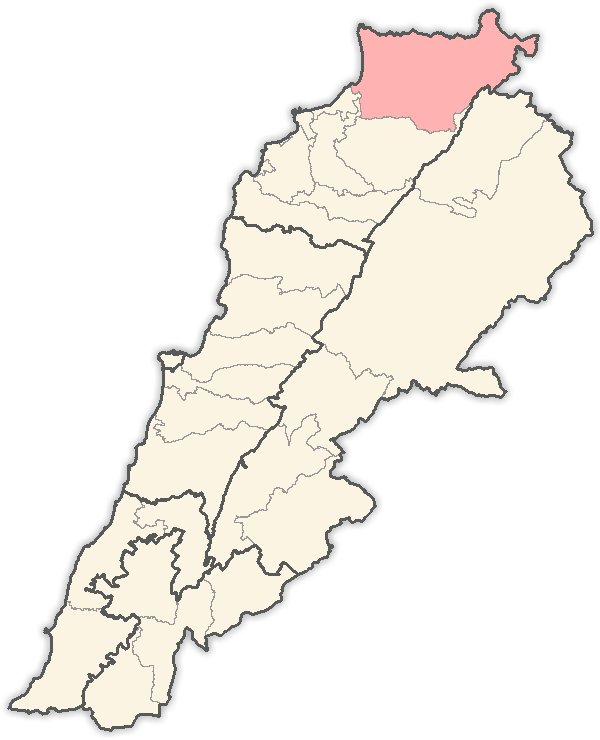

阿卡爾區（阿拉伯语：‎），是黎巴嫩阿卡尔省的區份，位於該國部，首府設於哈勒巴，面積788平方公里，2015年6月人口389,899，人口密度每平方公里495人。